# Juan Carlos Auzoberry
Juan Carlos Auzoberry, dit Charles Auzoberry, né le 25 décembre 1936 à Almirante Brown, est un footballeur argentin.

## Carrière
Ce défenseur rugueux évolue de 1959 à 1966 à l'OGC Nice, club avec lequel il dispute 99 matchs dans le championnat de France,.